# Péthion de Villar
Péthion de Villar é o pseudônimo literário do médico e poeta brasileiro Egas Moniz Barreto de Aragão  (Salvador, 4 de setembro de 1870 - Salvador, 18 de novembro de 1924).
Filho de Francisco Moniz Barreto de Aragão (1846-1922) e Ana de Lacerda Moniz de Aragão (1850 - 1946), iniciou os estudos com uma preceptora  suíça, continuando-os nos Colégios São José e Marquês de Santa Cruz. 
Ingressou na Faculdade de Medicina da Bahia, pela qual diplomou-se em 1895. No mesmo ano, começou a lecionar francês , inglês e alemão no Ginásio da Bahia. Ainda estudante, fundou duas revistas: Revista Acadêmica e Renascença.
Em 1911, passou a integrar, após concurso,  o corpo docente da Faculdade de Medicina da Bahia, como professor extraordinário de História Natural Médica. Passou a professor substituto  da mesma disciplina, em 1924. Lecionou, durante muitos anos, no curso de Farmácia, anexo à faculdade.
Foi eleito deputado estadual, em 1921 e 1923.
No Diário de Notícias, mantinha uma coluna humanística, com o pseudônimo de Diavolina. Foi um dos fundadores da Academia de Letras da Bahia, ocupando a cadeira nº 13.
Colaborou na revista simbolista Os Anais, na Revista do Grêmio Literário, na revista Brasil-Portugal (1899-1914) e ainda na revista Tiro e Sport  (1904-1913). Foi contemporâneo de diversos grandes poetas baianos como Artur de Salles, Álvaro Reis e Pedro Kilkerry. Alguns de seus versos foram escritos em francês.
Deixou extensa bibliografia científica, literária e filosófica, posteriormente relacionada no livro Breve introdução sobre Pethion de Villar, editado por seu neto, João Augusto Didier. Da sua obra poética, publicou  em vida apenas um folheto com 39 páginas, sob o título Suprema Epopéia. Depois de sua morte, a viúva  Maria Elisa de Lacerda Valente Moniz de Aragão (1874-1964) publicou, em Lisboa, Poesias Escolhidas (1928). Em 1975,  o MEC - Conselho Federal de Cultura publicou Poesia Completa, com introdução de Pedro Calmon.

## Obras

### Poesia de Péthion de Villar
- Poesia completa, MEC- Conselho Federal de Cultura, 1978.
- Poesias escolhidas, Lisboa : Ressurgimento, 1928.
- A Suprema Epopea : synthese lyrica em 3 cantos. Bahia, 1900
- Poesias escogidas de Pethion de Villar, [S.l.] : Cooperativa Tipográfica Editora Ressurgimento, 1928. (em castelhano)

### Ensaios de Egas Moniz Barreto de Aragão
- Cura promta e radical da Syphilis por um novo methodo therapeutico : Memoria apresentada ao III Congresso Medico-Latino-Americano. Bahia: Lyceu de Artese Officios, 1907
- Dermatologie tropicale, Clermont [Oise] : Imp. Daix et Thiron, 1910(em francês)
- Un probléme de pathologie tropicale: le maculo, 	Paris : Vigot, 1911 (em francês)
- Indice de trabalhos scientificos especialmente sobre clinica dermatologica e syphiligraphica, Bahia, 1911.
- Arsenotherapia da syphilis
- Problemas de educação nacional e de instrucção publica : notas à margem da mensagem apresentada a Assemblea geral em a sua primeira reunião (7 de abril de 1921) da 16ª legislatura, pelo Exmo. Sr. Prof. Dr. J. J. Seabra,  governador da Bahia. Bahia : Imprensa Offical do Estado, 1921
- Criteriologia de Reaccao de Wassermann - Apparelho de Finkelstein. Rio de Janeiro : Typ. Besnard, 1911.
- Júlio Dinis e a sua obra. Porto: Livraria Civilização, 1946